# Tesmoforie

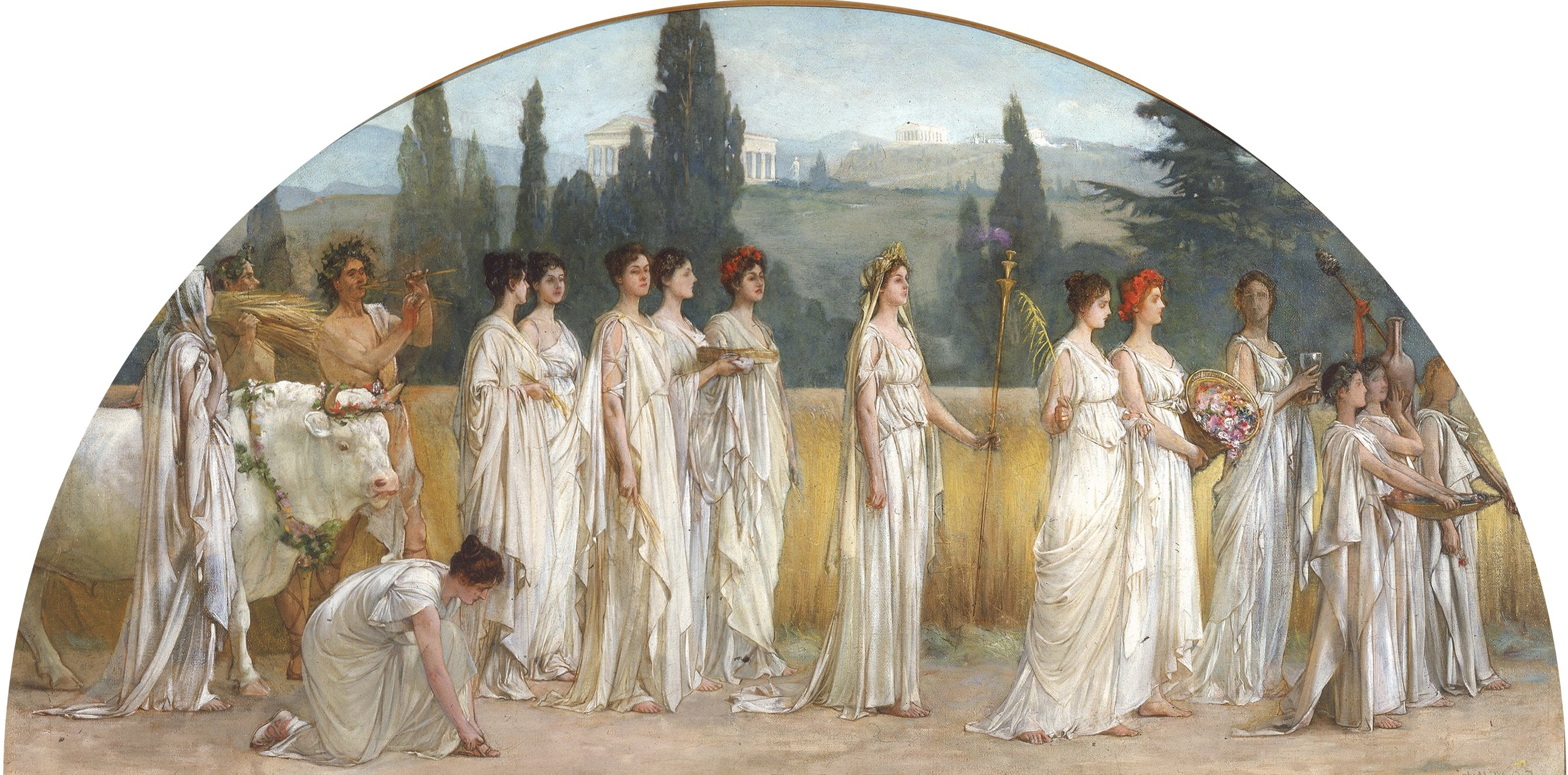
Le Tesmoforie, dipinto di Francis Davis Millet

Le Tesmoforie (in greco antico: Θεσμοφόρια?, Thesmophória) erano delle feste dell'antica Atene e di altre città celebrate tra l'11 e il 13 di pianepsione (all'incirca il 26-28 di Ottobre) in onore della dea Demetra Tesmofora (Θεσμοφόρος "legislatrice", cioè istitutrice dell'agricoltura, del matrimonio e del vivere civile) e di sua figlia Persefone.

## Svolgimento
Le Tesmoforie si svolgevano solitamente in autunno e avevano una durata variabile in base alla città in cui venivano effettuate. Il rituale era interdetto agli uomini. Con queste feste si celebrava Demetra che, in lutto per la figlia, rapita e portata nell'Oltretomba dal dio Ade come sua sposa, non assolse per molto tempo al suo ruolo di divinità della raccolta e della crescita.
Ad Atene, le Tesmoforie erano aperte solo alle donne di condizione libera, sposate con cittadini ateniesi, dette thesmophoriazousai (Θεσμοφοριάζουσαι). Si svolgevano prima della semina e duravano tre giorni:
- Il primo giorno (kathodos e anodos, cioè discesa e salita) le donne, che si erano già raccolte nel demo di Alimunte dove avevano vegliato l'intera notte, salivano al santuario di Demetra Tesmofora situato sulla collina della Pnice, detto Thesmophorion;
- Il secondo giorno (nesteia - Νηστεία, cioè digiuno) le donne digiunavano per purificarsi accampate in uno speciale recinto del santuario, lamentando la scomparsa di Persefone e mescolando le sementi con i resti dei porcellini sacrificati tempo prima (forse durante le Scire) e con oggetti "misterici" (àrreta), forse figurine di falli o serpenti in pasta di farina;
- Il terzo giorno (kalligenèia - Καλλιγένεια, cioè bella nascita) le donne offrivano a Demetra sacrifici di cereali, vino, formaggio, olio e altri cibi, cucinavano la carne degli animali sacrificati, banchettavano, si scambiavano motti osceni e si flagellavano, invocando la Dea affinché garantisse una numerosa e sana prole. Il rituale prevedeva anche che di notte le carcasse degli animali sacrificati fossero gettate in grotte o burroni, forse a indicare la discesa nell'Oltretomba.

In altri luoghi (Delo, Tebe e Taso) le Tesmoforie si svolgevano in estate e a Siracusa duravano dieci giorni.
Le Tesmoforie hanno ispirato la commedia di Aristofane Le donne alle Tesmoforie (Tesmoforiazuse).